# Bajada (fiesta)

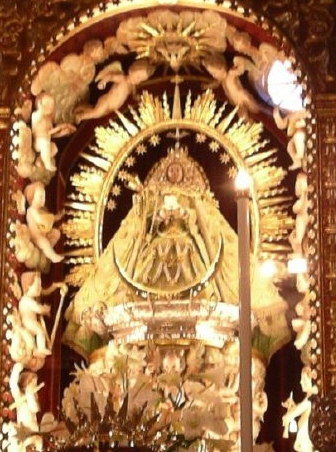
Nuestra Señora de las Nieves (La Palma). Su bajada se celebra cada cinco años.

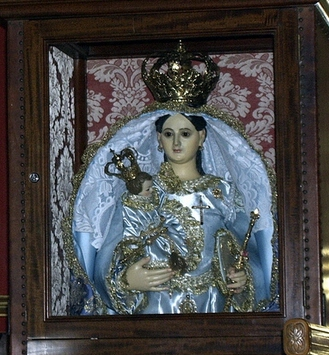
Virgen de los Reyes (El Hierro). Su bajada se celebra cada cuatro años.

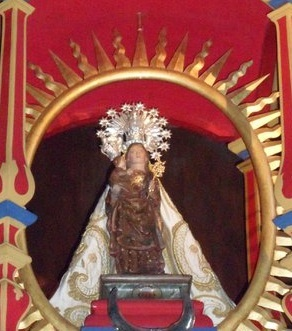
La Virgen de Guadalupe, baja cada cinco años a San Sebastián de La Gomera.

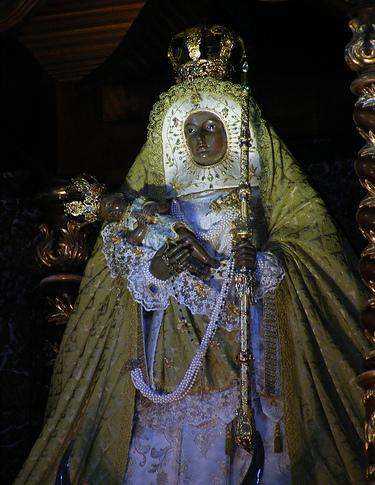
Virgen de Candelaria (Tenerife). Cada siete años se traslada alternativamente entre las ciudades de Santa Cruz de Tenerife y San Cristóbal de La Laguna.

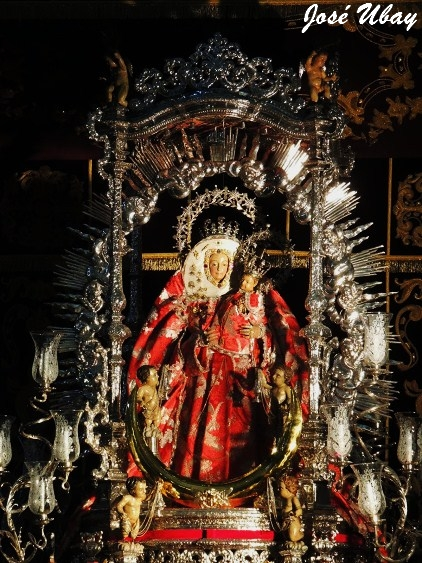
La Virgen del Pino solo se traslada a Las Palmas de Gran Canaria cuando se celebran grandes acontecimientos religiosos.

Con el término Bajada se conoce en las Islas Canarias a una tradición popular y religiosa muy arraigada en varias islas de este archipiélago. La misma consiste en el traslado de la imagen de la Virgen María patrona de la isla desde su santuario habitual a la capital insular con periodicidad variada dependiendo de una isla u otra. Es una tradición muy típica sobre todo de las islas occidentales de Canarias.

## Historia
El origen de estas tradiciones se encuentra en las situaciones de extrema necesidad a las que era expuesto el pueblo canario en épocas antiguas: sequías,  erupciones volcánicas, epidemias, plagas, etc. Por estos motivos se recurría a la ayuda divina, implorando la protección de la Virgen patrona insular y su imagen era trasladada a la ciudad capital. Allí se realizaban diversos ritos imploratorios para alcanzar el bien deseado, tras lo cual la imagen era devuelta a su santuario. 
Se conoce que la primera imagen mariana que fue trasladada a la capital de su isla fue la Virgen de Candelaria (patrona de las Islas Canarias) a la ciudad de San Cristóbal de La Laguna (en la época capital de Tenerife) que tuvo lugar en enero de 1555. Este primer traslado se realizó por temor a los franceses y a los ataques que habían realizado con anterioridad en las costas, posteriormente sería por motivos de rogativas. A partir del siglo XX la imagen comenzará a peregrinar también a la ciudad de Santa Cruz de Tenerife (actual capital insular).
Le siguió la primera bajada de la Virgen del Pino a Las Palmas de Gran Canaria en marzo de 1607 para pedir la lluvia. Más tarde se instituyó la bajada de la Virgen de las Nieves a Santa Cruz de La Palma por el obispo de Canarias Bartolomé García Ximénez Rabadán en 1680 (aunque la Virgen ya había bajado en épocas anteriores). En la isla de El Hierro, la Bajada de la Virgen de los Reyes se realizó por vez primera en 1643 y se institucionalizó en 1745.
Desde 1872 se celebra la Bajada de la Virgen de Guadalupe desde su santuario de Puntallana hasta la capital de La Gomera, San Sebastián de La Gomera, aunque como ocurre en otras islas, es sabido que la imagen realizó bajadas anteriormente.
En las islas de Lanzarote y Fuerteventura esta tradición es prácticamente inexistente, pues las patronas de estas islas solo han visitado las capitales insulares en momentos muy puntuales sin que exista una tradición al respecto. En Lanzarote sólo se documentan tres bajadas de su patrona, la Virgen de los Dolores a Arrecife: en 1939 como acción de gracias por la finalización de la Guerra civil española, en 1965 con motivo de la Cruzada del Rosario en Familia y en 2024 en conmemoración de los 225 años de la fundación del municipio de Arrecife y los dos siglos de las últimas erupciones volcánicas en Lanzarote. En esta isla, la imagen mariana que era utilizada históricamente para las rogativas era la Virgen de las Nieves venerada en su ermita del macizo de Famara y que es la histórica patrona de la isla. Esta imagen era trasladada a su vez a la antigua capital de Lanzarote, Teguise. En Fuerteventura, la imagen de la Virgen de la Peña sólo ha sido trasladada a la capital insular, Puerto del Rosario en otras tres ocasiones: 1954 (por la Santa Misión), 1961 (por una grave sequía recorrió toda la isla) y 1965 (también con motivo de la Cruzada del Rosario en Familia). Sí se tiene constancia en cambio, que la Virgen de la Peña se trasladaba en épocas antiguas al casco de Betancuria (la antigua capital de Fuerteventura) por situaciones de extrema necesidad y rogativas.

## Frecuencia de celebración y características
- En La Palma: Las Fiestas Lustrales de la Bajada de la Virgen de las Nieves a Santa Cruz de La Palma se celebran cada cinco años (cuando los años acaban en "0" o "5"). El año correspondiente a su bajada, el segundo sábado de julio la imagen de la Virgen abandona su Real Santuario Insular para dirigirse hacia la capital de la isla hasta el día de su onomástica, el 5 de agosto, que regresa a su templo. La última bajada se realizó en 2025 y la próxima será en 2030. Es la única bajada de Canarias en la cual la Virgen no sale de su municipio, pues su santuario se encuentra dentro del término municipal de Santa Cruz de La Palma aunque a las afueras de dicha ciudad.

- En El Hierro: La imagen de la Virgen de los Reyes se traslada a Valverde cada 4 años. Su bajada se produce el primer sábado de julio hasta el primer sábado de agosto. Durante la bajada, la imagen de la Virgen atraviesa la isla de oeste a este. Tras permanecer unos días en la capital, la Virgen recorre otros pueblos de la isla que en su mayoría se encuentran en las cercanías de Valverde. La última bajada fue en 2025, la próxima será en 2029.

- En La Gomera: Se celebran las Fiestas Lustrales de la Bajada de la Virgen de Guadalupe cada cinco años. En esta fiesta, la talla de la Virgen de Guadalupe, se traslada desde su ermita de Puntallana hasta el centro de San Sebastián de La Gomera. Es la única bajada de Canarias en la que la Virgen se traslada desde su santuario a la capital de la isla por mar. Se celebra el lunes siguiente al primer sábado de octubre. La imagen permanece en la capital insular aproximadamente dos semanas, tras lo cual y desde 1968 recorre todos los pueblos de La Gomera. La talla regresa a su ermita coincidiendo con el día de la onomástica de esta advocación mariana, es decir el 12 de diciembre o bien el sábado siguiente. Esta bajada se realiza cuando los años acaban en "3" u "8", así la última tuvo lugar en 2023 y la próxima será en 2028.

- En Tenerife: En el año 2001 el obispo Felipe Fernández García institucionalizó cada siete años alternativamente el traslado de la imagen de la Virgen de Candelaria a Santa Cruz de Tenerife (capital insular) y a San Cristóbal de La Laguna (capital de la Diócesis de Tenerife). En este caso no se trata en sí de una "bajada" como las antes citadas, pues no es una fiesta popular sino de un acto pastoral y puramente espiritual. Aun así esencialmente consiste en lo mismo: trasladar a la imagen a la capital insular y en este caso también a la capital diocesana cada ciertos años. La Virgen suele permanecer dos semanas en cada ciudad. Las fechas y meses de estos traslados son establecidos por el obispado dependiendo de la época del año más propicia para llevarlos a cabo, si bien generalmente suele realizarse en el mes de octubre (cuando se traslada a Santa Cruz) y en mayo (cuando visita La Laguna). La Virgen se trasladó en 2002 a Santa Cruz y en 2009 a La Laguna. El último traslado o visita de la Virgen de Candelaria se realizó en 2018 de forma extraordinaria a Santa Cruz de Tenerife y San Cristóbal de La Laguna conjuntamente con motivo de las celebraciones del Bicentenario de la creación de la Diócesis Nivariense que se celebraron en 2019.[11][12] Los próximos traslados serán en 2025 a Santa Cruz y 2032 a La Laguna.

- En Gran Canaria: La imagen de la Virgen del Pino es bajada a Las Palmas de Gran Canaria, cuando se celebran grandes acontecimientos religiosos. La última bajada fue en 2025 al celebrarse el Jubileo de 2025. Anteriores bajadas han sido: en 2014 (por los 100 años como patrona de la Diócesis Canariense), en 2000 (con motivo del Año Jubilar) y en 1988 (por el Año Mariano), entre otras. La imagen permanece dos semanas en la Catedral de Santa Ana ubicada en Las Palmas de Gran Canaria y también suele tener esta bajada un carácter pastoral. Cuando se celebra, suele tener lugar en primavera o inicios del verano, generalmente durante los meses de mayo o junio.

## Otras
Aparte de éstas, existen en Canarias otras bajadas de carácter más regional o comarcal, entre las que destacan: La Bajada de la Virgen del Pino de El Paso en La Palma cada tres años, y cada cinco años se celebran varias en otras islas, tales como la Bajada de la Virgen de los Reyes en Valle Gran Rey y la de la Virgen del Carmen de Vallehermoso ambas en La Gomera, y en Tenerife la Bajada de la Virgen del Socorro en Güímar y la de la Virgen de Abona en Arico.